# Set Me Free (chanson d'Eden Alene)
Pour les articles homonymes, voir Set Me Free.
Chansons représentant Israël au Concours Eurovision de la chanson
Feker Libi
(2020) I.M
(2022)
Singles de Eden Alene
La La Love et
Ue La La
(2021)
Set Me Free (« Délivre-moi ») est une chanson de la chanteuse israélienne Eden Alene, sortie dans sa version actuelle le 3 janvier 2021. La chanson représentera Israël au Concours Eurovision de la chanson 2021, à Rotterdam, aux Pays-Bas, à la suite de sa victoire à HaShir Shelanu L'Eurovizion, l'émission de télévision israélienne utilisée pour sélectionner la chanson représentant le pays cette année-là, et  parmi deux autres chansons.

## À l'Eurovision
Le 3 janvier 2021, la version définitive de la chanson est révélée à la suite de sa qualification lors d'une première pré-sélection en ligne où la chanson était présentée dans une version de démonstration ne contenant pas la voix d'Eden. Set Me Free remporte l'émission de présélection HaShir Shelanu L'Eurovizion le 25 janvier 2021, surpassant ses concurrentes La La Love et Ue La La.
La chanson sera interprétée en deuxième partie lors de la première demi-finale, le 18 mai 2021, étant donné que la répartition des pays participants aux demi-finales reste le même que celui décidé en 2020. En cas de qualification, la chanson pourrait être de nouveau interprétée lors de la finale du 22 mai 2021.